# Eugenio Montale
Eugenio Montale (Genova, 12 ottobre 1896 – Milano, 12 settembre 1981) è stato un poeta, scrittore, traduttore, giornalista, critico musicale, critico letterario e pittore italiano.
Tra i massimi poeti italiani del Novecento, già dalla prima raccolta Ossi di seppia (1925) fissò i termini di una poetica del negativo in cui il "male di vivere" si esprime attraverso la corrosione dell'Io lirico tradizionale e del suo linguaggio. Questa poetica viene approfondita nelle Occasioni (1939), dove alla riflessione sul male di vivere subentra una poetica dell'oggetto: il poeta concentra la sua attenzione su oggetti e immagini nitide e ben definite che spesso provengono dal ricordo, tanto da presentarsi come rivelazioni momentanee destinate a svanire.
Dopo La bufera e altro (1956), raccolta delle poesie degli anni della guerra (Bufera) e di quelli immediatamente successivi, per un decennio si dedica alla critica musicale, teatrale e letteraria, accantonando la poesia. Nel 1963 muore la moglie e ciò dà avvio a una fase di ripresa, in cui il poeta affronta nuovi temi e sperimenta nuovi stili: Satura (1971), Diario del ’71 e del ’72 (1973) e Quaderno di quattro anni (1977).
Nel 1967 è stato nominato senatore a vita e nel 1975 ha ricevuto il premio Nobel per la letteratura.

## Biografia

### Anni giovanili
Nacque a Genova, in un palazzo dell'attuale corso Dogali, vicino al Castello d'Albertis, il 12 ottobre 1896, ultimo dei sei figli di Domenico Montale e Giuseppina Ricci, appartenenti alla borghesia genovese. Il padre era comproprietario di una ditta di prodotti chimici, la società G. G. Montale & C., tra l'altro fornitrice di Veneziani S.p.A., azienda presso cui era impiegato Italo Svevo, genero di Veneziani.

### Crescita
Inizia gli studi presso l'istituto "Vittorino Da Feltre" di via Maragliano, gestito dai Barnabiti (rettore è padre Rodolfo Trabattoni, vice rettore padre Giovanni Semeria). A causa della sua salute precaria, che lo porta a contrarre varie broncopolmoniti, vengono preferiti gli studi tecnici, invece dei più lunghi classici, così nel 1911 viene iscritto all'istituto tecnico commerciale "Vittorio Emanuele" dove nel 1915 si diplomerà in ragioneria con buoni voti; il giovane Montale ha comunque la possibilità di coltivare i propri interessi prevalentemente letterari frequentando le biblioteche cittadine e assistendo alle lezioni private di filosofia della sorella Marianna, iscritta alla facoltà di lettere e filosofia.
La sua formazione da autodidatta gli permette di scoprire interessi e vocazione attraverso un percorso libero. Si appassiona alla letteratura, in particolare a Dante, Petrarca, Boccaccio e D'Annunzio, autori che lo stesso Montale affermerà di avere attraversato, e coltiva l'interesse per le lingue straniere. 
La Riviera ligure di Levante, con le località di Rapallo e le Cinque Terre, dove la famiglia trascorre le vacanze, influenzerà la sua produzione letteraria. «Scabri ed essenziali», come egli definì la sua stessa terra, gli anni della giovinezza delimitano in Montale una visione del mondo in cui prevalgono i sentimenti privati e l'osservazione profonda e minuziosa delle poche cose che lo circondano: la natura mediterranea e le donne della famiglia.
Qui si cimenta in lunghe letture, finalizzate soprattutto al piacere della conoscenza e della scoperta. In questo periodo di formazione Montale coltiva inoltre la passione per il canto, studiando dal 1915 al 1923 con l'ex baritono Ernesto Sivori, esperienza che lascia in lui un vivo interesse per la musica, anche se non si esibirà mai in pubblico. Riceverà comunque già nel 1942 dediche da Tommaso Landolfi, fondatore con altri della rivista Letteratura.

### La grande guerra e l'avvento del fascismo
Nel 1917, dopo quattro visite mediche, è dichiarato idoneo al servizio militare e viene arruolato nel 23º fanteria a Novara; frequenta a Parma il corso allievi ufficiali di complemento ottenendo il grado di sottotenente di fanteria e chiede di essere inviato al fronte. Dall'aprile 1917 combatte in Vallarsa, inquadrato nei "Leoni di Liguria" del 158º Reggimento fanteria e il 3 novembre 1918 conclude l'esperienza di combattente entrando a Rovereto. In seguito, fu trasferito a Chienes, poi al campo di reduci di guerra dell'Eremo di Lanzo e, infine, fu congedato con il grado di tenente all'inizio del 1920.

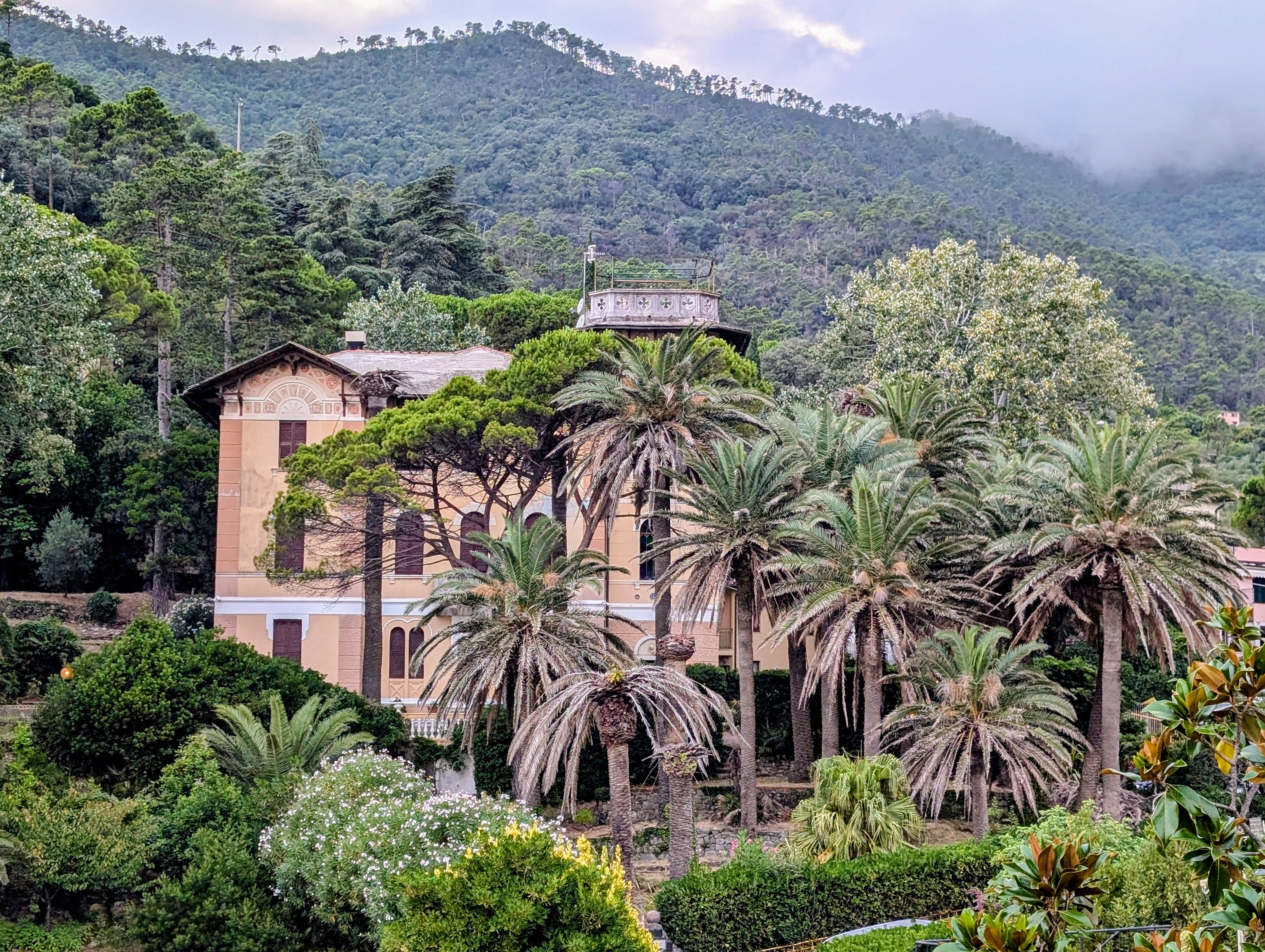
Casa liberty a Monterosso al Mare che all'epoca era di proprietà dei genitori di Montale e che lui chiamava affettuosamente la pagoda giallognola. La raccolta Ossi di seppia è indissolubilmente legata ai suoi soggiorni a Monterosso.

Gli anni tra il 1919 e il 1923 a Monterosso conosce Anna degli Uberti (1904-1959), protagonista femminile in un insieme di poesie montaliane, trasversali nelle varie opere, note come "ciclo di Arletta" (chiamata anche Annetta o capinera). Nel 1924 conosce la giovane di origine peruviana Paola "Edda" Nicoli, anche lei presente negli Ossi di seppia e ne Le occasioni. 
È il momento dell'affermazione del fascismo, dal quale Montale prende subito le distanze sottoscrivendo nel 1925 il Manifesto degli intellettuali antifascisti di Benedetto Croce. Il suo antifascismo ha una dimensione non tanto politica quanto culturale: esso si nutre di un disagio esistenziale e di un sentimento di malessere nei confronti della civiltà moderna tout court. Il suo è un antifascismo aristocratico e snobistico. Montale vive questo periodo nella "reclusione" della provincia ligure, che gli ispira una visione profondamente negativa della vita.
Il suo pessimismo, non essendo immediatamente riconducibile alla politica, come non risentendo di genesi ambientale, sopravvive anche dopo l'avvento della democrazia: è evidente ne La bufera e altro, nella precisa scelta di non riconoscersi nei due partiti di massa (DC e PCI) e nella società dei consumi.

### Soggiorno a Firenze

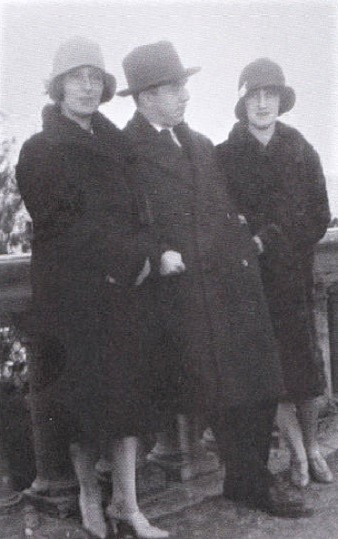
Eugenio Montale con Drusilla Tanzi e Gerti Frankl nel 1928

Montale giunge a Firenze nel 1927 per il lavoro di redattore ottenuto presso l'editore Bemporad. Nel capoluogo toscano gli anni precedenti erano stati decisivi per la nascita della poesia italiana moderna, soprattutto grazie alle aperture della cultura fiorentina nei confronti di tutto ciò che accadeva in Europa: le Edizioni de La Voce; i Canti Orfici di Dino Campana (1914); le prime liriche di Ungaretti per Lacerba e l'accoglienza di poeti come Vincenzo Cardarelli e Umberto Saba.
Montale, dopo l'edizione degli Ossi del 1925, nel 1929 è chiamato a dirigere il Gabinetto scientifico letterario G. P. Vieusseux. Curiosamente, come ricordava lo stesso Montale, fu inserito in una lista di possibili candidati da Paolo Emilio Pavolini e venne scelto dall'allora podestà fiorentino Giuseppe Della Gherardesca, essendo l'unico non iscritto al Partito Fascista. Dieci anni più tardi, per l'identico motivo, Montale venne esonerato dall'incarico, dopo che per 18 mesi gli era stato sospeso lo stipendio, nel tentativo di "incoraggiarlo" a iscriversi al PNF.
In quegli anni fu ospite di Anna Maria Ichino, collaborò alla rivista Solaria, frequentò i ritrovi letterari del caffè Le Giubbe Rosse conoscendovi Carlo Emilio Gadda, Tommaso Landolfi ed Elio Vittorini e scrisse per quasi tutte le nuove riviste letterarie che nascono e muoiono in quegli anni di ricerca poetica. In questo contesto provò anche l'arte pittorica imparando da Elio Romano l'impasto dei colori e l'uso dei pennelli. Nel 1929 fu ospite nella casa di Drusilla Tanzi (che aveva conosciuto nel 1927) e del marito, lo storico d'arte Matteo Marangoni, casa dove due anni prima gli avevano presentato anche Gerti Frankl.
La vita a Firenze però si trascina per il poeta tra incertezze economiche e complicati rapporti sentimentali; nel 1933 conosce l'italianista americana Irma Brandeis, con cui avvia una quinquennale storia d'amore, cantandola con il nome di Clizia in molte poesie confluite ne Le occasioni. Legge molto Dante e Svevo, e i classici americani. Fino al 1948, l'anno del trasferimento a Milano, egli pubblica Le occasioni e le prime liriche di quelle che formeranno La bufera e altro (che uscirà nel 1956). Montale, che non si era iscritto al Partito Fascista e dopo il delitto di Giacomo Matteotti era stato firmatario del manifesto crociano, prova subito dopo la guerra a iscriversi al Partito d'Azione, ma ne esce pochissimo tempo dopo.
(Annalisa Cima, Le reazioni di Montale (conversazioni). Profilo di un autore: Eugenio Montale, a cura di Annalisa Cima e Cesare Segre, BUR, Milano, 1977)

### Soggiorno a Milano
(E. Montale in Confessioni di scrittori (Intervista con se stessi), Milano, 1976)

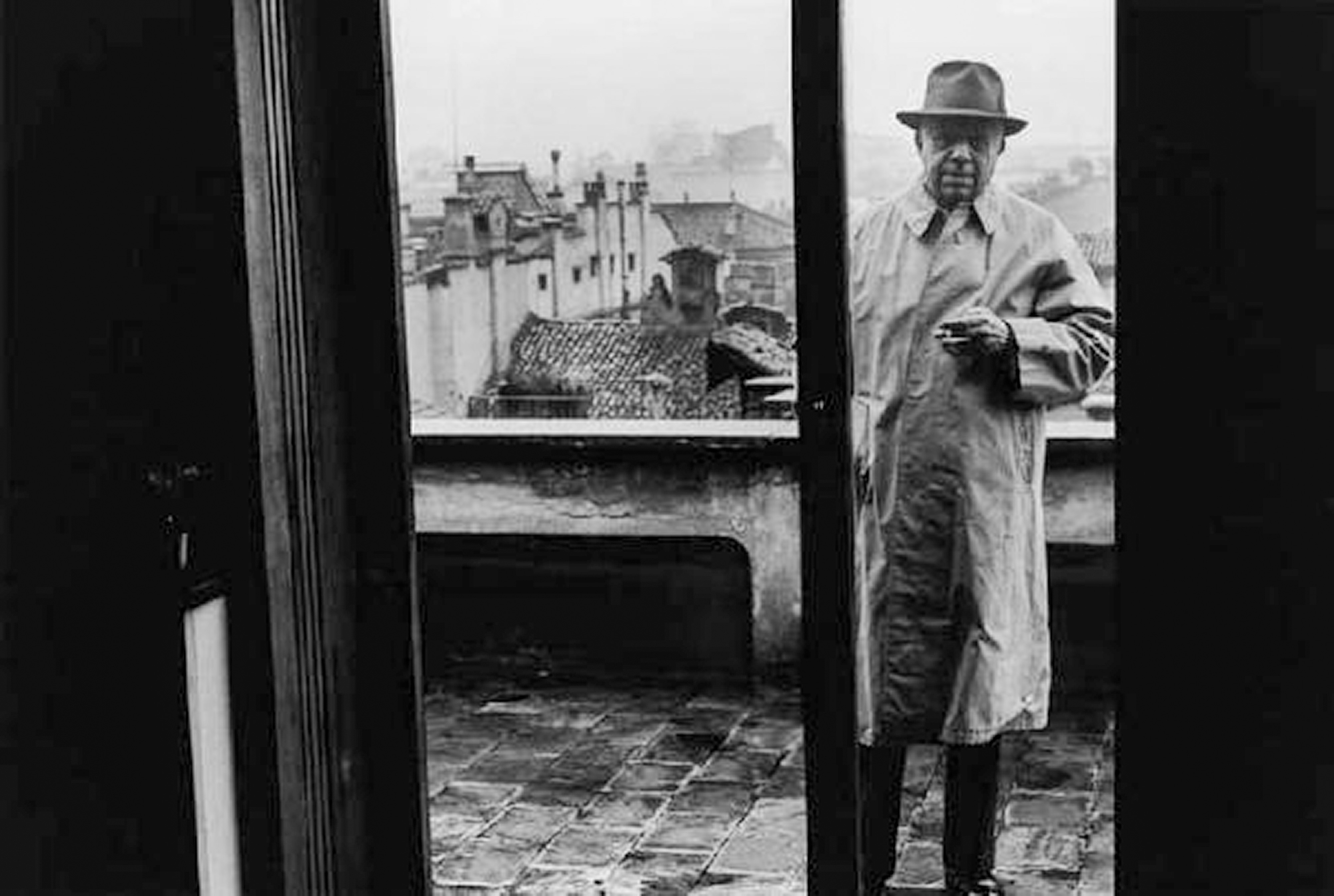
Eugenio Montale fotografato a Milano da Federico Patellani, 1964

Dal 1948 alla morte, Montale risiede a Milano. Diventa redattore del Corriere della Sera occupandosi, in particolare, del Teatro alla Scala (gli seguiranno Duilio Courir, Paolo Isotta ed Enrico Girardi) e critico musicale per il Corriere d'Informazione. Scrive inoltre reportage culturali da vari Paesi (fra cui il Medio Oriente, visitato in occasione del pellegrinaggio di papa Paolo VI in Terra Santa). Scrive altresì di letteratura anglo-americana per la terza pagina, avvalendosi anche della collaborazione dell'amico statunitense Henry Furst, il quale gli invia molti articoli su autori e argomenti da lui stesso richiesti. La vicenda venne rivelata da Mario Soldati nel racconto Due amici (Montale e Furst) nel volume Rami secchi (Rizzoli 1989) e soprattutto da Marcello Staglieno, con la pubblicazione su una terza pagina de il Giornale diretto da Indro Montanelli di alcune delle lettere inedite di Montale all'amico. Nel 1956, oltre a La bufera esce anche la raccolta di prose Farfalla di Dinard. Amava anche collaborare con vari artisti ed è il caso ad esempio di Renzo Sommaruga, scultore e artista figurativo, a cui nel 1957 scrisse la presentazione della personale parigina, che si può trovare nel Secondo Mestiere.
Il 23 luglio 1962 a Montereggi, presso Fiesole, sposa con rito religioso Drusilla Tanzi, di undici anni più anziana di lui, con cui conviveva dal 1939; il rito civile si celebra a Firenze il 30 aprile 1963 (Matteo Marangoni, primo marito di lei, era morto nel 1958). La donna tuttavia, la cui salute si era rapidamente deteriorata, per la frattura di un femore in seguito a una caduta accidentale nell'agosto di quell'anno, morirà a Milano il 20 ottobre, all'età di 77 anni. Nel 1969 è pubblicata un'antologia dei reportage di Montale, intitolata Fuori di casa, in richiamo al tema del viaggio. Il mondo di Montale, tuttavia, risiede in particolare nella "trasognata solitudine", come la definisce Angelo Marchese, del suo appartamento milanese di via Bigli, dove è amorevolmente assistito, alla morte di Drusilla, da Gina Tiossi.

### Ultimi anni

Eugenio Montale ritratto in un'immagine nei suoi ultimi anni di vita

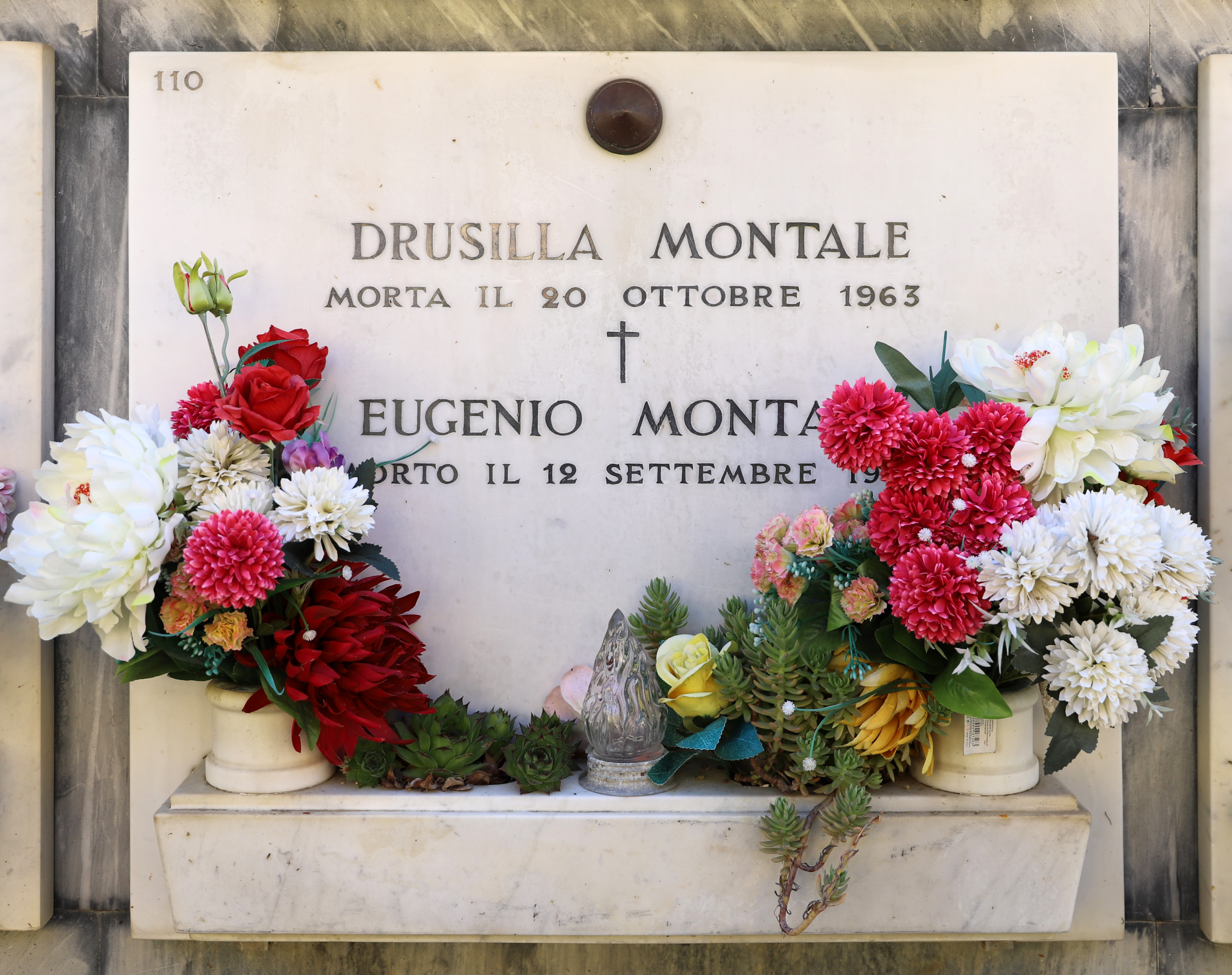
La lapide della tomba, cimitero di Galluzzo, frazione di Firenze

Le ultime raccolte di versi, Xenia (1966, dedicata alla moglie Drusilla Tanzi, morta nel 1963), Satura (1971) e Diario del '71 e del '72 (1973), testimoniano in modo definitivo il distacco del poeta - ironico e mai amaro - dalla Vita con la maiuscola: «Pensai presto, e ancora penso, che l'arte sia la forma di vita di chi veramente non vive: un compenso o un surrogato» (Montale, Intenzioni. Intervista immaginaria, Milano 1976). Sempre nel 1966 Montale pubblicò i saggi Auto da fé, una lucida riflessione sulle trasformazioni culturali in corso.
Non fu iscritto ad alcun partito politico se si eccettua la breve parentesi nel Partito d'azione. Ad ogni modo, si definiva un conservatore. Nel 1967 è tra i vicepresidenti di Una Voce Italia, associazione internazionale per la salvaguardia della Messa Tridentina.
Nel pieno del dibattito civile sulla necessità dell'impegno politico degli intellettuali, Montale continuò a essere un poeta molto letto in Italia. 
Nel 1975 ricevette il premio Nobel per la letteratura «per la sua poetica distinta che, con grande sensibilità artistica, ha interpretato i valori umani sotto il simbolo di una visione della vita priva di illusioni». In tale occasione, pronunciò un discorso dal titolo "È ancora possibile la poesia?", nel quale si espresse ottimisticamente su questa possibilità, ritenendo che la vera poesia sgorga dall'interiorità dell'anima, essenza intima dell'essere umano.
Nel 1976 scrisse il commiato funebre a un suo collega defunto, il salernitano Alfonso Gatto. L'anno seguente gli fu chiesto se, una volta sorteggiato, avrebbe accettato di fare il giudice popolare in un processo contro le Brigate Rosse: "Credo di no", rispose l'anziano poeta, "sono un uomo come gli altri e non si può chiedere a nessuno di fare l'eroe".
Eugenio Montale morì a Milano la sera del 12 settembre 1981, un mese prima di compiere 85 anni, nella clinica San Pio X dove si trovava ricoverato per problemi derivati da una vasculopatia cerebrale. I funerali di Stato vennero svolti due giorni dopo nel Duomo di Milano, dall'allora arcivescovo dell'arcidiocesi Carlo Maria Martini. Venne sepolto nel cimitero accanto alla chiesa di San Felice a Ema, sobborgo nella periferia sud di Firenze, accanto alla moglie Drusilla. Nella seduta del successivo 8 ottobre, il Senato commemorò la figura di Montale, attraverso i discorsi del presidente Amintore Fanfani e del presidente del Consiglio Giovanni Spadolini. Il suo archivio (insieme a volumi, disegni, arredi e opere d'arte) è conservato presso il Centro per gli studi sulla tradizione manoscritta di autori moderni e contemporanei dell’Università di Pavia.

## Opere

### Raccolte poetiche
- Ossi di seppia, Torino, Gobetti, 1925.
- La casa dei doganieri e altri versi, Firenze, Vallecchi, 1932.
- Poesie, Firenze, Parenti, 1938.
- Le occasioni, Torino, Einaudi, 1939.
- Finisterre. Versi del 1940-42, Lugano, Collana di Lugano, 1943.
- La bufera e altro, Venezia, Neri Pozza, 1956.
- Xenia. 1964-1966, San Severino Marche, Bellabarba, 1966.
- Satura. 1962-1970, Milano, A. Mondadori, 1971.
- Diario del '71 e del '72, Milano, A. Mondadori, 1973.
- Quaderno di quattro anni, Milano, A. Mondadori, 1977.
- Mottetti, a cura di Dante Isella, Collana I paralleli, Milano, Il Saggiatore, 1980; Milano, Adelphi,1988.[20]
- Altri versi e poesie disperse, a cura di Giorgio Zampa, Milano, A. Mondadori, 1981.
- (attribuzione incerta), Diario postumo. Prima parte: 30 poesie, a cura e con una postfazione di Annalisa Cima, testo e apparato critico di Rosanna Bettarini, Collana I poeti dello Specchio, Milano, A. Mondadori, 1991, ISBN 88-04-34169-6.
- (attribuzione incerta) Diario postumo. 66 poesie e altre, a cura di Annalisa Cima, prefazione di Angelo Marchese, testo e apparato critico di Rosanna Bettarini, Collana I Classici dello Specchio, Milano, A. Mondadori, 1996, ISBN 88-04-41032-9.[21]
- Poesia travestita, a cura di Maria Corti e Maria Antonietta Terzoli, Novara, Interlinea, 1999, ISBN 978-88-8212-211-9
- La casa di Olgiate e altre poesie, a cura di Renzo Cremante e Gianfranca Lavezzi, con una scelta di disegni di Montale, Collana Lo Specchio, Milano, Mondadori, 2006, ISBN 978-88-045-6062-3.[22]

### Prose
- Farfalla di Dinard, Venezia, Neri Pozza, 1956.
- Auto da fé. Cronache in due tempi, Milano, Il Saggiatore, 1966.
- Fuori di casa, Milano-Napoli, Ricciardi, 1969; Collana SIS, Mondadori, 1973; Collana Oscar Moderni, Mondadori, 2017.[23]
- Nel nostro tempo, Milano, Rizzoli, 1972.
- Sulla poesia, Milano, A. Mondadori, 1976.
- curatore Maria Corti e Maria Antonietta Grignani, Autografi di Montale, Torino, Einaudi, 1976.
- Prime alla Scala, a cura di Gianfranca Lavezzi, Collezione Passaggi n. 2, Milano, A. Mondadori, 1981.
- L'arte di leggere. Una conversazione svizzera, a cura di Claudio Origoni, Maria Grazia Rabiola, Novara, Interlinea, 1998, ISBN 978-88-8212-104-4.
- Le amiche dei gatti, Milano, Edizioni Henry Beyle, 2014,  p. 22, ISBN 978-88-976-0898-1.
- La botanica. Cronache coniugali, Milano, Edizioni Henry Beyle, 2018, ISBN 978-88-992-3479-9.
- L'oscura primavera di Sottoripa. Scritti su Genova e Riviere, a cura di Stefano Verdino, Collana Evoè, Genova, Il Canneto Editore, 2018, ISBN 978-88-995-6745-3.
- Verdi alla Scala (1955-1966) e altri scritti, a cura di Stefano Verdino e Paolo Senna, Genova, Il Canneto, 2020, ISBN 978-88-995-6768-2.

### Traduzioni
- John Steinbeck, La battaglia, Milano, Bompiani, 1940.
- Herman Melville, Billy Budd, Milano, Bompiani, 1942.
- John Steinbeck, Al dio sconosciuto, Milano, Bompiani, 1946.
- T. S. Eliot tradotto da Montale, Milano, All'Insegna del Pesce d'Oro, 1958.
- Jorge Guillen tradotto da Montale, Milano, All'Insegna del Pesce d'Oro, 1958.
- Montale traduce Shakespeare: Amleto, Firenze, Vallecchi, 1949. Milano, Longanesi, 1971.
- Quaderno di traduzioni, Collana Quaderni di poesia,[24] Milano, Edizioni della Meridiana, 1948; ed. ampliata definitiva, Milano, Collezione Lo Specchio, Mondadori, 1975; a cura di Enrico Testa, Genova, Il Canneto Editore, 2018; a cura di E. Testa, Collezione Lo Specchio, Mondadori, 2021, ISBN 978-88-047-4366-8.
- William Henry Hudson, La vita della foresta, Postfazione e cura di Maria Antonietta Grignani, Torino, Einaudi, 1987.
- William Shakespeare, Giulio Cesare nella traduzione di Eugenio Montale, a cura di Luca Carlo Rossi, Collezione Biblioteca di Autografo n.18, Novara, Interlinea, 2023, ISBN 978-88-685-7542-7. [versione scritta nel 1953 per il Piccolo Teatro di Milano]

### Epistolari
La pubblicazione delle lettere di Montale, apparsa in riviste specializzate e volumi, è ancora in corso di pubblicazione. Mancano ancora gli importanti carteggi con Giuseppe De Robertis (dal 1931 al 1951), Roberto Bazlen e il francesista Glauco Natoli (dal 1931 al 1948).
- E. Montale e Italo Svevo, Lettere, con gli scritti di Montale su Svevo, a cura di Giorgio Zampa, Bari, De Donato, 1966. - Milano, Mondadori, 1976.
- Il carteggio Einaudi-Montale per «Le occasioni» (1938-1939), a cura di Carla Sacchi, Nota di Giulio Einaudi, Torino, Einaudi, 1988.
- Lettere e poesie a Bianca e Francesco Messina, a cura di Laura Barile, Milano, Scheiwiller, 1995.
- E. Montale e Sandro Penna, Lettere e minute 1932-1938, a cura di Roberto Deidier, Collana Lettere, Milano, Archinto, 1995, ISBN 978-88-776-8160-7.
- E. Montale, Gianfranco Contini, Eusebio e Trabucco. Carteggio, a cura di Dante Isella, La collana dei casi, Milano, Adelphi, 1997, ISBN 978-88-459-1342-6.
- Giorni di libeccio. Lettere ad Angelo Barile (1920-1957), a cura di Domenico Astengo, Giampiero Costa, Collana Lettere, Milano, Archinto, 2002, ISBN 978-88-776-8321-2.
- "Le sono grato". Lettere di Eugenio Montale e Angelo Marchese (1973-1979), a cura di Stefano Verdino, Quaderni del tempo, Genova, Edizioni San Marco dei Giustiniani, 2002, ISBN 978-88-749-4008-0.
- Caro maestro e amico. Lettere a Valéry Larbaud (1926-1937), a cura di Marco Sonzogni, Collana Lettere, Milano, Archinto, 2003, ISBN 978-88-776-8291-8.
- Lettere a Clizia, a cura di Rosanna Bettarini, Gloria Manghetti, Franco Zabagli, Milano, Mondadori, 2006, ISBN 978-88-045-5505-6. - Collana Lo specchio, Mondadori, 2024, ISBN 978-88-047-9052-5.
- Moscerilla diletta, cara Gina. Lettere inedite, I quaderni della fondazione, Genova, Edizioni San Marco dei Giustiniani, 2017, ISBN 978-88-749-4271-8.
- Divinità in incognito. Lettere a Margherita Dalmati[26] (1956-1974), A cura di Alessandra Cenni, Collana Lettere, Milano, Archinto, 2021, ISBN 978-88-776-8734-0.[27]
- E. Montale e Sergio Solmi, Ciò che è nostro non ci sarà mai tolto. Carteggio 1918-1980, a cura di Francesca D'Alessandro, Appendice di prose inedite e ritrovate a cura di Letizia Rossi, Collana Quaderni, Macerata, Quodlibet, 2021, ISBN 978-88-229-0494-2.
- Caro Charlie. Eugenio Montale a Carlo Bo, a cura di Stefano Verdino, Quaderni della Fondazione n. 7, Rimini, Raffaelli Editore, 2023, ISBN 978-88-679-2368-7.

### Diari
- Quaderno genovese[28], a cura di Laura Barile, risvolto di copertina di Gianfranco Contini, Collezione Passaggi, Milano, Arnoldo Mondadori Editore, 1983. - ed. aggiornata, Collana Evoè, Genova, Il Canneto Editore, 2021, ISBN 979-12-802-3902-0.

### Interviste
- Interviste a Eugenio Montale (1931-1981), Volume I, a cura di Francesca Castellano, Collana Studi e Testi, Firenze, Società Editrice Fiorentina, 2020, ISBN 978-88-603-2553-2.

### Opere Raccolte
- L'opera in versi, edizione critica a cura di Rosanna Bettarini e Gianfranco Contini, Collezione I Millenni, Torino, Einaudi, 1980.
- Tutte le poesie, a cura di Giorgio Zampa, Collezione I Meridiani, Milano, Mondadori, 1984,  pp. LXXX-1248, ISBN 978-88-042-4072-3. - ISBN 978-88-046-2366-3.
- Prose e racconti, a cura di Marco Forti, Luisa Previtera, collana I Meridiani, Milano, Mondadori, 1995,  p. CX-1258, ISBN 978-88-043-5666-0.
- Il secondo mestiere - Prose 1920-79, a cura di G. Zampa, collana I Meridiani, vol. I [di II], Milano, Mondadori, 1996,  p. LXXVI-3410, ISBN 978-88-044-1021-8.
- Il secondo mestiere - Arte, musica, società, a cura di G. Zampa, collana I Meridiani, vol. II [di II], Milano, Mondadori, 1996,  p. XLVIII-1982, ISBN 978-88-044-1026-3.
- Opera completa, collana I Meridiani, vol. 4 di 6 tomi in cofanetto, Milano, Mondadori, 1996, ISBN 978-88-044-2159-7.

#### Altro
- Eugenio Montale. Immagini di una vita, a cura di Franco Contorbia, Introduzione di Gianfranco Contini, Librex, 1985. - Milano, Mondadori, 1996.
- Le carte di Eugenio Montale negli archivi italiani, a cura di Gianfranca Lavezzi, Novara, Interlinea, 2021,  p. 352.

### Ossi di Seppia
Il primo momento della poesia di Montale rappresenta l'affermazione del motivo lirico. Montale, in Ossi di seppia (1925) edito da Piero Gobetti, afferma l'impossibilità di dare una risposta all'esistenza come per esempio nella lirica Non chiederci la parola. Lo stesso titolo dell'opera designa l'esistenza umana, logorata dalla natura, e ormai ridotta a un oggetto inanimato, privo di vita. Gli ossi di seppia sono, infatti, gli endoscheletri delle seppie rilasciati sulla spiaggia dalle onde del mare, quindi, presenze inaridite e ridotte al minimo, che simboleggiano la poetica di Montale scabra ed essenziale.
In tal modo Montale capovolge l'atteggiamento fondamentale più consueto della poesia: il poeta non può trovare e dare risposte o certezze; sul destino dell'uomo incombe quella che il poeta, nella lirica Spesso il male di vivere ho incontrato, definisce "Divina Indifferenza", ciò che mostra una partecipazione emotiva del tutto distaccata rispetto all'uomo. In un certo senso, si potrebbe affermare che tale "Divina indifferenza" è l'esatto contrario della "Provvidenza divina" manzoniana. La prima raccolta di Montale uscì nel giugno del 1925 e comprende poesie scritte tra il 1916 e il 1925. Il libro si presenta diviso in quattro sezioni, a loro volta organizzate al loro interno: Movimenti, Ossi di seppia, Mediterraneo, Meriggi ed ombre; a questi fanno da cornice una introduzione (In limine) e una conclusione (Riviere).
Il titolo della raccolta vuole evocare i relitti che il mare abbandona sulla spiaggia, come gli ossi di seppia che le onde portano a riva; qualcosa di simile sono le sue poesie: in un'epoca che non permette più ai poeti di lanciare messaggi, di fornire un'interpretazione compiuta della vita e dell'uomo, le poesie sono frammenti di un discorso che resta sottinteso e approdano alla riva del mare come per caso, frutto di momentanee illuminazioni. Le poesie di questa raccolta traggono lo spunto iniziale da una situazione, da un episodio della vita del poeta, da un paesaggio, come quello della Liguria, per esprimere temi più generali: la rottura tra individuo e mondo, la difficoltà di conciliare la vita con il bisogno di verità, la consapevolezza della precarietà della condizione umana. Si affollano in queste poesie oggetti, presenze anche molto dimesse che non compaiono solitamente nel linguaggio dei poeti, alle quali Montale affida, in toni sommessi, la sua analisi negativa del presente ma anche la non rassegnazione, l'attesa di un miracolo.
L'emarginazione sociale a cui era condannata la classe di appartenenza, colta e liberale, della famiglia, acuisce comunque nel poeta la percezione del mondo, la capacità di penetrare nelle impressioni che sorgono dalla presenza dei paesaggi naturali: la solitudine da "reclusione" interiore genera il colloquio con le cose, quelle della riviera ligure, o del mare. Una natura "scarna, scabra, allucinante", e un "mare fermentante" dal richiamo ipnotico, proprio del paesaggio mediterraneo. Il manoscritto autografo di Ossi di seppia è conservato presso il Fondo Manoscritti dell'Università di Pavia.

### Le occasioni
In Le occasioni (1939) la poesia è fatta di simbolo di analogia, di enunciazioni lontane dall'abbandono dei poeti ottocenteschi. Il mondo poetico di Montale appare desolato, oscuro, dolente, privo di speranza; infatti, tutto ciò che circonda il poeta è guardato con pietà e con misurata compassione. Simbolica la data di pubblicazione, 14 ottobre 1939, poco dopo lo scoppio della seconda guerra mondiale. Il fascicolo di poesie è dedicato a una misteriosa I.B, iniziali della poetessa e dantista americana Irma Brandeis, di origini ebraiche e perciò costretta a rimpatriare dopo la promulgazione delle leggi razziali.
La memoria è sollecitata da alcune "occasioni" di richiamo, in particolare si delineano figure femminili, per esempio la fanciulla conosciuta in vacanza a Monterosso, Annetta-Arletta (già presente negli Ossi), oppure Dora Markus, della omonima poesia: sono nuove "Beatrici" a cui il poeta affida la propria speranza. La figura della donna, soprattutto Clizia (senhal di Irma), viene perseguita da Montale attraverso un'idea lirica della donna-angelo, messaggera divina. I tratti che servono per descriverla sono rarissimi, e il desiderio è interamente una visione dell'amore fortemente idealizzata, che non si traduce necessariamente in realtà.
Nel contempo il linguaggio si fa meno penetrabile e i messaggi sono sottintesi e, anche se non di un ermetismo irrazionale, espressione di una sua personale tensione razionale e sentimentale. In Le occasioni la frase divenne più libera e la riflessione filosofica, molto presente nella poesia di Montale, diviene più vigorosa. Il poeta indaga le ragioni della vita, l'idea della morte, l'impossibilità di dare una spiegazione valida all'esistenza, lo scorrere inesorabile del tempo (Non recidere, forbice, quel volto).

### La bufera e altro
Sono componimenti riguardanti temi di guerra e di dolore pubblicati nel 1956. Nel poeta ligure confluiscono quegli spiriti della "crisi" che la reazione anti-dannunziana aveva generato fin dai Crepuscolari: tutto ciò che era stato scritto con vena ribelle nel brulicante mondo poetico italiano tra le due guerre, in lui diventa possibilità di scoprire altre ragioni per essere poeti. Per quanto riguarda l'engagement tipico di quegli anni, non ce n'è alcuna traccia.

### XeniaeSatura
Negli ultimi anni Montale approfondì la propria filosofia di vita, quasi temesse di non avere abbastanza tempo "per dire tutto" (quasi una sensazione di vicinanza della morte); Xenia (1966) è una raccolta di poesie dedicate alla propria moglie defunta, Drusilla Tanzi, amorevolmente soprannominata "Mosca" per le spesse lenti degli occhiali da vista. Il titolo richiama xenia, che nell'antica Grecia erano i doni fatti all'ospite, e che ora dunque costituirebbero il dono alla propria moglie.
Le poesie di Xenia furono pubblicate insieme alla raccolta Satura, con il titolo complessivo Satura, nel gennaio 1971. «Con questo libro - scrive Marco Forti nel risvolto di copertina dell'edizione Mondadori - Montale ha sciolto il gran gelo speculativo e riepilogativo della Bufera e ha ritrovato, semmai, la varietà e la frondosità, la molteplicità timbrica, lo scatto dell'impennata lirica e insieme la "prosa" che, già negli Ossi di seppia, costituirono la sua sorprendente novità.»

## La poetica e il pensiero

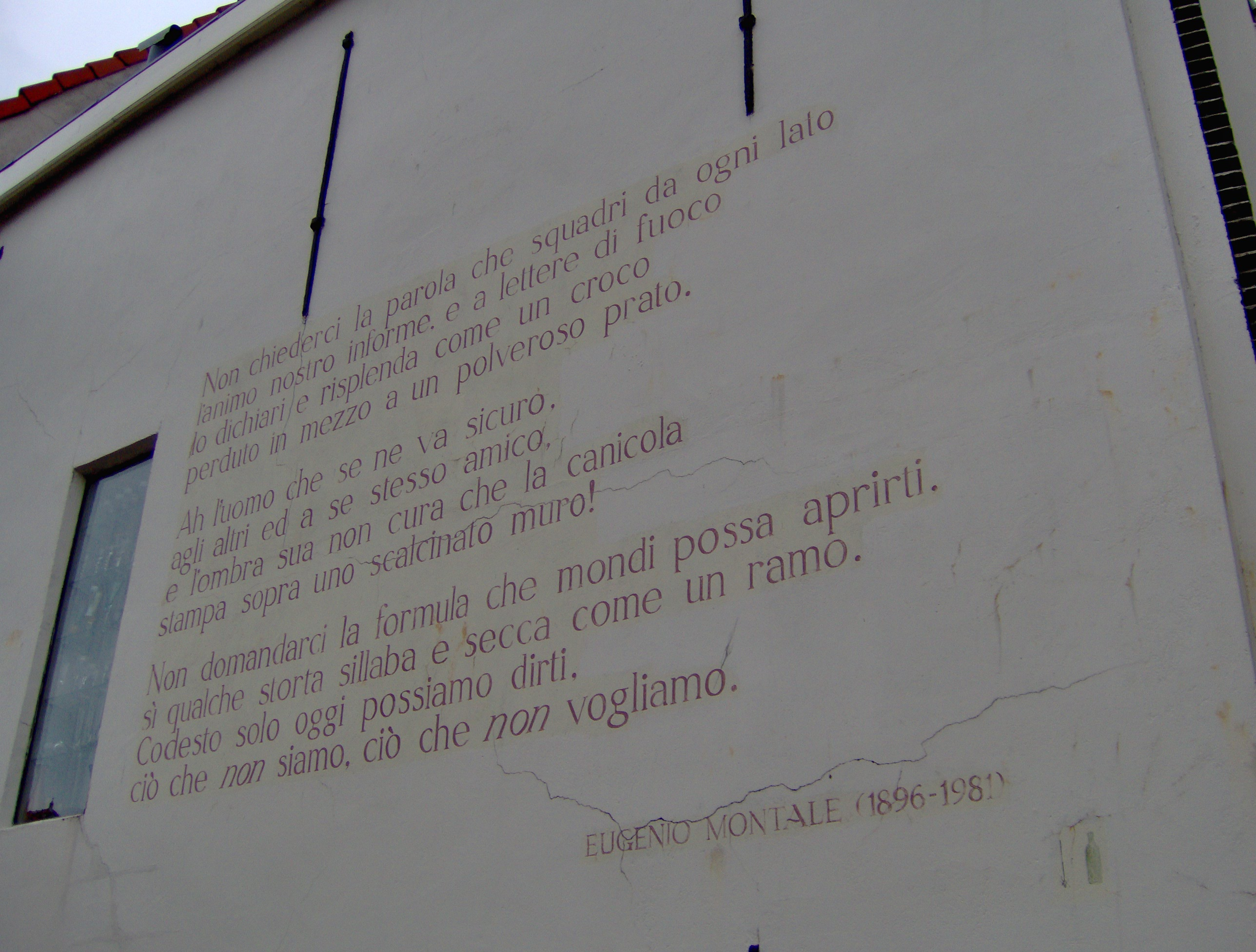
Non chiederci la parola che squadri da ogni lato, tratto da Ossi di seppia (1925), su un muro a Leida

Montale ha scritto relativamente poco. Il quadro è perfettamente coerente con l'esperienza del mondo così come si costituisce nel suo animo negli anni di formazione, che sono poi quelli in cui vedono la luce le liriche della raccolta Ossi di seppia.
La poesia è per Montale principalmente strumento e testimonianza dell'indagine sulla condizione esistenziale dell'uomo moderno, in cerca di un assoluto che è però inconoscibile. Tale concezione poetica approfondita negli anni della maturità, ma mai rinnegata – non attribuisce alla poesia uno specifico ruolo di elevazione spirituale; anzi, Montale al suo lettore dice di "non chiedere la parola", non "domandare" la "formula" che possa aprire nuovi mondi. Il poeta può solo dire "ciò che non siamo": è la negatività esistenziale vissuta dall'uomo novecentesco dilaniato dal divenire storico. A differenza delle "illuminazioni" ungarettiane, Montale fa un ampio uso di idee, di emozioni e di sensazioni più indefinite.
Egli cerca infatti una soluzione simbolica (il "correlativo oggettivo", contemporaneamente adottato da Thomas Stearns Eliot) in cui la realtà dell'esperienza diventa una testimonianza di vita. Proprio in alcune di queste immagini il poeta crede di trovare una risposta, una soluzione al problema del "male di vivere": ad esempio, il mare (in Ossi di seppia) o alcune figure di donne che sono state importanti nella sua vita. Il correlativo oggettivo assume inoltre rilevanza nella sua funzione di procedimento compositivo: nei versi di Montale assistiamo ad un susseguirsi di descrizioni di oggetti fisici indicati nella loro concretezza. Questa precisione nell'evocare alcuni oggetti nella loro individualità, lungi dal risolversi in una descrizione realistica, è diretta a rapprendere in essi il tema profondo di ciascuna poesia. L'oggetto è collocato nella scena poetica come catalizzatore di senso per suscitare una illuminazione fulminea nel lettore. La poesia di Montale assume dunque il valore di testimonianza e un preciso significato morale: Montale esalta lo stoicismo etico di chi compie in qualsiasi situazione storica e politica il proprio dovere.
Rispetto a questa visione, la poesia si pone per Montale come espressione profonda e personale della propria ricerca di dignità e del tentativo più alto di comunicare fra gli uomini. L'opera di Montale è, infatti, sempre sorretta da un'intima esigenza di moralità, ma priva di qualunque intenzione moralistica: il poeta non si propone come guida spirituale o morale per gli altri; attraverso la poesia egli tenta di esprimere la necessità dell'individuo di vivere nel mondo accogliendo con dignità la propria fragilità, incompiutezza, debolezza. Montale non credeva all'esistenza di «leggi immutabili e fisse» che regolassero l'esistenza dell'uomo e della natura; da qui deriva la sua coerente sfiducia in qualsiasi teoria filosofica, religiosa, ideologica che avesse la pretesa di dare un inquadramento generale e definitivo, la sua diffidenza verso coloro che proclamavano fedi sicure. Pur essendo rispettoso di tutte le religioni, riteneva che la più ridicola fosse quella laica. Per il poeta la realtà è segnata da una insanabile frattura fra l'individuo e il mondo, che provoca un senso di frustrazione e di estraneità, un malessere esistenziale. Questa condizione umana è, secondo Montale, impossibile da sanare se non in momenti eccezionali, veri stati di grazia istantanei che Montale definisce miracoli, gli eventi prodigiosi in cui si rivela la verità delle cose, il senso nascosto dell'esistenza.
Alcuni caratteri fondamentali del linguaggio poetico montaliano sono i simboli: nella poesia di Montale compaiono oggetti che tornano e rimbalzano da un testo all'altro e assumono il valore di simboli della condizione umana, segnata, secondo il poeta, dal malessere esistenziale, e dall'attesa di un avvenimento, un miracolo, che riscatti questa condizione rivelando il senso e il significato della vita. In Ossi di seppia il muro è il simbolo negativo di uno stato di chiusura e oppressione, mentre i simboli positivi che alludono alle possibilità di evasione, di fuga e di libertà, sono l'anello che non tiene, il varco, la maglia rotta nella rete. Nelle raccolte successive il panorama culturale, sentimentale e ideologico cambia, e quindi risulta nuova anche la simbologia. Per esempio nella seconda raccolta, Le occasioni, diventa centrale la figura di Clizia, il nome letterario che allude alla giovane ebrea-americana Irma Brandeis (italianista e intellettuale), amata da Montale, che assume una funzione "angelico-salvifica" e dalla quale è possibile aspettare il miracolo da cui dipende ogni residua possibilità di salvezza esistenziale.
La lirica I limoni ci mostra che Montale prende le distanze dalla figura del "poeta-vate", dai poeti laureati della tradizione, in particolare dalle raffinatezze artificiose di Gabriele D'Annunzio, e tenta di andare oltre le apparenze, sulla scia di Pirandello e di Svevo. La sua idea è quella di una poesia che non può giungere mai alla comprensione della verità da cui deriva la sconfitta, lo "scacco". La poesia montaliana può dare solo una "storta sillaba e secca come un ramo", essere cioè scabra ed essenziale, dire solo "ciò che non siamo, ciò che non vogliamo" (Non chiederci la parola). Ma il suo è un pessimismo attivo che ricerca un "varco" che permetta di intravedere la verità, che schiuda la possibilità di una rivelazione del significato della vita. La ricerca del "varco" collega Montale al titanismo del Leopardi per la capacità di "stare nella disperazione" (La ginestra), ma anche alla filosofia pessimista e irrazionalista di Arthur Schopenhauer (Il mondo come volontà e rappresentazione), alla filosofa antipositivista francese e, in particolare, al contingentismo di Boutroux, secondo cui il mondo è una realtà che cambia la quale dietro l'apparente immutabilità nasconde una "forza vitale", un principio di libertà che mette in discussione la nozione di legge. Nel 1946 in Intenzioni, intervista immaginaria, Montale afferma: "negli anni in cui ho composto gli Ossi di seppia (tra il 1920 e il 1925) agì in me la filosofia dei contingentisti francesi, del Boutroux soprattutto, che conobbi meglio del Bergson". Le immagini poetiche del "varco" permettono di intravedere il trascendente, dei punti in cui il mondo fenomenico svela l'"ultimo segreto" delle cose, "l'orizzonte in fuga, dove s'accende / rara la luce della petroliera". Ed è anche l'attesa del miracolo, di momenti particolari che, ne I limoni, diventano "i silenzi in cui si vede / in ogni ombra umana che si allontana / qualche disturbata Divinità".

### Le figure femminili
Dalla poetica di Montale emerge una chiara propensione per le figure femminili, tanto da essere considerate delle vere e proprie muse moderne. Negli evidenti riferimenti autobiografici dell’autore troviamo donne che hanno realmente fatto parte della sua vita, i cui nomi però vengono in alcuni casi celati da senhal che racchiudono numerosi significati simbolici e psicologici.
Sono raggruppabili in tre categorie: la donna superiore, la donna mostruosa, la donna complice e sorella.
Ognuna di esse ha un preciso ruolo nella poesia montaliana, ciascun incontro è epifanico e viene descritto attraverso dettagli come i capelli, gli occhi, lo sguardo, la fronte, il gesto o perfino alcuni oggetti.
La prima che viene nominata nella raccolta Ossi di Seppia è Annetta (o Arletta), nella realtà Anna degli Uberti, legata ai primi momenti di vita del poeta trascorsi in Liguria, che rappresenta la personificazione della morte, per di più prematura, avvenuta infatti quando quest’ultima non aveva ancora compiuto vent’anni. La sua vita spezzata è emblema di un’esistenza priva di realizzazione.
Nelle Occasioni, in cui ritorna anche la stessa Arletta, viene presentata Clizia, a cui Montale affida il ruolo più importante. Anche in questo caso si tratta di una scelta simbolica, poiché dietro il suo nome c’è quello di Irma Brandeis. Lo pseudonimo è tratto dal mito presente nel IV libro delle Metamorfosi di Ovidio, in cui viene raccontata la storia della omonima ninfa, perdutamente innamorata del dio Apollo.
Il collegamento è evidente nei versi di un'altra raccolta dal nome La bufera e altro  nella poesia La primavera hitleriana:
(E. Montale, La primavera hitleriana, vv. 34-39)
(Ovidio, Metamorfosi, IV, v. 270)
Clizia si manifesta prima come una donna terrena poi come vera e propria messaggera divina, l’unica creatura in grado di ristabilire i valori messi in crisi dalla guerra.
In particolare sempre all’interno dello stesso componimento ci sembra essere perfino un collegamento con la figura di Beatrice presente nei sonetti di Dante, cosa che sembrerebbe essere confermata dal riferimento nell’epigrafe a un verso a lui attribuito: “Né quella ch’a veder lo sol si gira…/ Dante (?) a Giovanni Quirini”.
Montale nel personaggio di Clizia racchiude l’emblema allegorico della religione, ma interpretato in chiave laica dal momento che coincide con quella delle lettere.
L’autore, in opposizione a quest’ultima, propone la figura di Volpe, ovvero la poetessa Maria Luisa Spaziani. I Madrigali privati, a lei dedicati, sono frutto della delusione in seguito all’avvento di Adolf Hitler e all’esito negativo della guerra. Venuta meno la possibilità di riscatto dei valori della civiltà, stavolta la donna rappresenta un amore concreto e più passionale, tutt’altro che spirituale.
Mosca è nella realtà Drusilla Tanzi, la vera compagna di vita di Montale, la cui morte lo segna profondamente e a cui dedica in Xenia la poesia 'Ho sceso, dandoti il braccio, almeno un milione di scale'. Quest’ultima infatti si apre con il senso di mancanza e di perdita provocata dalla scomparsa della donna: nel corso della loro vita passata insieme hanno sceso milioni di scale e ora che non c’è più al suo fianco avverte una sensazione di vuoto. Dalla moglie l’autore dichiara di aver appreso la vera arte di vedere, che non consiste nel credere alla superficie visibile delle cose, ma nel guardare in profondità.
Altri personaggi femminili rilevanti sono Esterina Rossi, la madre Giuseppina Ricci e la sorella Marianna, e l'"ultima musa", Margherita Dalmati.

## Riconoscimenti
- Nel 1959 gli fu assegnato il Premio Marzotto[37]
- Nel 1961 ha ricevuto la laurea honoris causa dall'Università di Milano.
- Nel 1962 gli è stato assegnato il Premio Internazionale Feltrinelli[38].
- Nel 1967 ha ricevuto la laurea honoris causa dall'Università di Cambridge.
- Il 13 giugno 1967 fu nominato senatore a vita dal presidente della Repubblica Giuseppe Saragat per i meriti in campo letterario, aderendo al gruppo del PLI e poi a quello del PRI.
- Nel 1969 ha ricevuto il Premio letterario Elba.
- Nel 1973 ha vinto il Struga Poetry Evenings[39].
- Nel 1974 ha ricevuto la laurea honoris causa dall'Università degli Studi di Roma "La Sapienza".
- Nel 1975 ricevette il premio Nobel per la letteratura «per la sua poetica distinta che, con grande sensibilità artistica, ha interpretato i valori umani sotto il simbolo di una visione della vita priva di illusioni».[15]

### Dediche
- Nel febbraio 2022 gli è stato dedicato un asteroide, 22379 Montale[40].
- A San Paolo, nel quartiere Morumbi, gli è stata dedicata una scuola.

Gli sono stati intitolati tre premi:
- Premio Internazionale Eugenio Montale (cessato)
- Premio Librex Montale (cessato)
- Premio Montale fuori di casa[41].

Gli sono state intitolate vie in diverse città: Carrara, Pistoia, Civitanova marche, Milano, Pomigliano d'Arco (Napoli), Arezzo, Olbia. Grandate (Como), Aversa (Caserta)